# Тулерпетон
Тулерпетон, или тулэрпетон (лат. Tulerpeton curtum), — вид примитивных стегоцефалов, единственный в роде Tulerpeton и семействе Tulerpetidae. Жил во времена позднедевонской эпохи (364,7—360,7 млн лет назад).

## История изучения
Ископаемые остатки обнаружены в  отложениях речки Тресна в мае 1982 года (окрестности деревни Андреевка-2 в Суворовском районе Тульской области). Родовое название образовано от названия региона, буквально лат. Tulerpeton — тульская змея или гад.

## Описание
Вид известен по практически полностью сохранившимся плечевому поясу, передним и задним конечностям, фрагментам черепа и другим мелким частям. Тулерпетон достигал 60 см в длину, имел по шесть пальцев на каждой конечности и полностью утратил внутренние жабры. Строение скелета говорит о том, что он был более приспособленным к жизни на суше, чем акантостега, однако его ноги больше подходили для проталкивания туловища по мягкому влажному грунту, чем для ползания по земле. Скорее всего тулерпетон обитал на морском мелководье, так как окаменелости обнаружены в морских отложениях.

## Систематика
В 1988 году Carroll отнёс тулерпетона к семейству Proterogyrinidae из отряда антракозавров, что сделало его самым древним представителем отряда. В 1995 году первооткрыватель Лебедев совместно с Coates выделили род в отдельное семейство Tulerpetidae, которое в 2015 году Clack и Milner отнесли к кладе тетраподоморф.